# Tschechische Badminton-Mannschaftsmeisterschaft 2003
Die Tschechische Badminton-Mannschaftsmeisterschaft der Saison 2002/2003 gewann das Team von BK 1973 Deltacar Benátky nad Jizerou.

## Endstand
| Platz | Mannschaft                           | Spiele | Siege | Remis | Niederlagen | Spielverh. | Punkte |
| ----- | ------------------------------------ | ------ | ----- | ----- | ----------- | ---------- | ------ |
| 1.    | BK 1973 Deltacar Benátky nad Jizerou | 14     | 14    | 0     | 0           | 90-22      | 42     |
| 2.    | Sokol Radotín Meteor OTEC Praha      | 14     | 10    | 2     | 2           | 75-36      | 36     |
| 3.    | Sokol Dobruška                       | 14     | 5     | 2     | 7           | 53-59      | 26     |
| 4.    | ČKD Kompresory Praha                 | 14     | 4     | 4     | 6           | 49-63      | 26     |
| 5.    | VŠTJ UK Hradec Králové               | 14     | 3     | 6     | 5           | 48-64      | 26     |
| 6.    | VSK Slávia TU Liberec                | 14     | 4     | 3     | 7           | 47-65      | 25     |
| 7.    | USK CAC Plzeň                        | 14     | 1     | 6     | 7           | 45-67      | 22     |
| 8.    | TJ Spoje Praha                       | 14     | 2     | 3     | 9           | 40-71      | 21     |